# رضا نظرآهاری
رضا نظرآهاری، دیپلمات ایرانی است و از فروردین ۱۴۰۲ سفیر ایران در ونزوئلا است. او پیش از این مدیر کل مرکز اسناد و تاریخ دیپلماسی، معاون نمایندگی بین‌المللی ایران در وین، رییس گروه مطالعات اروپا و آمریکای دفتر مطالعات سیاسی و بین‌المللی، مشاور وزیر امور خارجه در امور کشورهای آمریکای لاتین و همچنین سفیر ایران در ژاپن و فنلاند بود.
در زمانی که او سفیر ایران در فنلاند بود، سه شهروند فنلاندی (کارمندان شعبۀ دوبی شرکت نوکیا- زیمنس) که برای تفریح و ماهی‌گیری در خلیج فارس بودند، وارد آب‌های ساحلی جزیرۀ ابوموسی شده و دستگیر شدند. پس از چند روز مذاکره بین دو کشور این سه شهروند آزاد شدند.